# Tertiärfärg

Färgcirkel som visar primär-, sekundär- och tertiärfärger i färgsystemen RGB och CMY(K).

Tertiärfärg är färger som uppstår som ett resultat av blandningar av primärfärger och sekundärfärger. En blandning av primärfärgen blå och sekundfärgen cyan ger till exempel tertiärfärgen azur enligt en additiv färgblandningsprincip.

## Inom färgsystemen RGB och CMYK
De sex tertiärfägerna inom färgsystemen RGB och CMYK är azur, violett, cerise/rosa, orange, chartreuse och spring green:
| Cyan    |  | + | Blå     |  | = | Azur         |  |
| Blå     |  | + | Magenta |  | = | Violett      |  |
| Magenta |  | + | Röd     |  | = | Cerise/rosa  |  |
| Röd     |  | + | Gul     |  | = | Orange       |  |
| Gul     |  | + | Grön    |  | = | Chartreuse   |  |
| Grön    |  | + | Cyan    |  | = | Spring green |  |